# Дело Вильгельмштрассе
Де́ло Вильгельмштра́ссе — самый крупный процесс из двенадцати последующих нюрнбергских процессов 1945—1946 годов. Как и все последующие процессы, процесс по делу «Вильгельмштрассе» проводил международный военный трибунал во Дворце юстиции в Нюрнберге.
Обвиняемые на этом процессе являлись крупными государственными чиновниками, руководителями различных министерств и ведомств нацистской Германии. Так как большинство этих учреждений располагалось в Берлине на правительственной улице Вильгельмштрассе, то и процесс получил неофициальное название «Вильгельмштрассе». В англоязычной литературе он называется чаще всего «Министерским процессом», а его официальным названием было «Соединённые Штаты Америки против Эрнста фон Вайцзеккера и других» (англ. The United States of America vs. Ernst von Weizsäcker et al.).
Процесс начался с оглашения обвинительного заключения 15 ноября 1947 года.
Слушания длились с 6 января по 18 ноября 1948 года. Оглашение приговора состоялось 11 апреля 1949 года.
Из 21 подсудимых двое были оправданы, а остальные были признаны виновными, по крайней мере, по одному из пунктов обвинительного заключения и получили сроки тюремного заключения от 3 до 25 лет лишения свободы.

## Подготовка к процессу
Первоначально планировалось провести шестнадцать процессов в рамках последующих за Международным военным трибуналом судебных дел, разбираемых Американскими военными трибуналами в Нюрнберге. Одиннадцатый процесс (двенадцатый отводился делу Верховного командования вермахта) должен был быть посвящён исключительно руководящим сотрудникам Имперского министерства иностранных дел. Но предполагалось провести ещё три других процесса: один против представителей Имперских министерств, Рейхсканцелярии и Канцелярии Рейхспрезидента, другой — против представителей немецкой экономической элиты и третий — в отношении функционеров Главного имперского управления безопасности Однако по причине отсутствия денег было принято решение: собрать все дела в одно и ограничить число обвиняемых. К тому же к тому времени некоторые из предполагавшихся подсудимых либо умерли (например, рейхсминистр труда Франц Зельдте), либо покончили жизнь самоубийством (как рейхсминистр продовольствия и сельского хозяйства Герберт Бакке).

## Подсудимые
Из 21 подсудимого восемь были руководящими сотрудниками Имперского министерства иностранных дел (Reichsaußenministerium), четыре - представителями промышленных и банковских кругов, включая Имперский банк (Reichsbank), а также Управление по четырёхлетнему плану (Vierjahresplanbehörde), остальные были представителями Рейхсканцелярии (Reichskanzlei) и Президентской канцелярии (Presidialkanzlei) (с 1935 — «Канцелярия Рейхспрезидента»), Имперского министерства продовольствия и сельского хозяйства (Reichsministerium für Ernährung und Landwirtschaft), Имперского министерства финансов (Reichsfinanzministerium), Имперского министерства военной промышленности (Reichsministerium für Rüstung und Kriegsproduktion), Имперского министерства народного просвещения и пропаганды (Reichsministerium für Volksaufklärung und Propaganda), Имперского министерства внутренних дел (Reichsministerium des Innern), Главного имперского управления безопасности (Reichssicherheitshauptamt) и Главного управления СС (SS-Hauptamt). Представитель последнего (Г. Бергер) также представлял Имперское министерство оккупированных восточных территорий (Reichsministerium für die besetzten Ostgebiete).
1. Вайцзеккер, Эрнст фон — статс-секретарь МИДа (01.04.1938 — 31.03.1943), руководитель Политического отдела МИДа (в 1936—1938 гг.), посол Германии при папском дворе в Ватикане (с 05.05.1943), бригадефюрер СС.
2. Штеенграхт ван Мойланд, Густав Адольф — статс-секретарь Внешнеполитического управления МИДа (31.03.1943 — 08.05.1945), начальник протокольного отдела МИДа (с окт. 1938), член Личного штаба и главный адъютант рейхсминистра иностранных дел И. ф. Риббентропа в ранге посланника 1-го класса (с 1941 года).
3. Кепплер, Вильгельм Карл — статс-секретарь по особым поручениям МИДа (1938—1945), предприниматель, член правления различных компаний, уполномоченный по экономической политике НСДАП (с 1932), уполномоченный А.Гитлера по вопросам экономики (с июля 1933), личный представитель Г. Геринга и одновременно руководитель отдела планирования в Управлении по четырёхлетнему плану, обергруппенфюрер СС.
4. Боле, Эрнст Вильгельм — статс-секретарь МИДа (30.01.1937 — 14.11.1941), руководитель Зарубежной организации НСДАП в ранге гауляйтера (08.05.1933 — 08.05.1945) и уполномоченный по зарубежным парторганизациям НСДАП в Штабе заместителя фюрера (с 03.10.1933), обергруппенфюрер СС.
5. Вёрман, Эрнст — младший статс-секретарь МИДа (1940—1943) и руководитель Политического отдела МИДа (1 апреля 1938 года — 1943).
6. Риттер, Карл — посол для особых поручений при рейхсминистре иностранных дел И. фон Риббентропе, в 1940—1945 гг. — офицер связи МИДа при Верховном командовании вермахта.
7. Эрдмансдорф, Отто фон — министериальдиригент МИДа, с сентября 1941 года — заместитель начальника Политического отдела Имперского министерства иностранных дел.
8. Веезенмайер, Эдмунд — Полномочный представитель Рейха в Венгрии (18.03.1944 — август 1944), бригадефюрер СС.
9. Ламмерс, Ганс Генрих — начальник Имперской канцелярии в ранге имперского статс-секретаря (30.01.1933 — 26.11.1937), рейхсминистр без портфеля и шеф Имперской канцелярии (26.11.1937 — 1944), заместитель председателя Совета по обороне рейха (с 30.11.1939), обергруппенфюрер СС.
10. Штуккарт, Вильгельм — статс-секретарь Имперского министерства внутренних дел по вопросам администрации и права (30.06.1935 — 30.04.1945), рейхсминистр внутренних дел (03.05.1945 — 23.05.1945), обергруппенфюрер СС.
11. Дарре, Рихард Вальтер — рейхсляйтер и руководитель Имперского управления НСДАП по аграрной политике (04.04.1933 — 01.04.1944), имперский руководитель крестьян (29.05.1933 — 01.04.1944), рейхсминистр продовольствия и сельского хозяйства (04.04.1933 — 01.04.1944), обергруппенфюрер СС.
12. Майсснер, Отто — руководитель Канцелярии рейхспрезидента (01.04.1920 — 30.04.1945), статс-секретарь Имперского правительства (с 1923), рейхсминистр без портфеля (1937—1945).
13. Дитрих, Отто — рейхсляйтер, пресс-секретарь НСДАП (01.08.1931 — 31.03.1945), имперский шеф прессы НСДАП (с 28.02.1934), пресс-секретарь Имперского правительства (26.11.1937 — 31.03.1945), статс-секретарь Имперского министерства народного просвещения и пропаганды и президент Имперской палаты печати (апрель 1938 — 31.03.1945), обергруппенфюрер СС.
14. Бергер, Готтлоб — начальник Главного управления СС (01.04.1940 — 08.05.1945), статс-секретарь (июль 1942—1944) и руководитель Политического отдела (1943—1945) Имперского министерства восточных оккупированных территорий, высший руководитель СС и полиции в Словакии (31.08.1944 по 20.09.1944), главный командующий резервными войсками при рейхсфюрере СС Г. Гиммлере и верховный руководитель Службы по делам военнопленных (с 31.10.1944), начальник штаба германского Фольксштурма (с 25.09.1944), обергруппенфюрер СС и генерал войск СС.
15. Шелленберг, Вальтер Фридрих — начальник VI управления Главного имперского управления безопасности (Внешняя разведка) (24.02.1943 — май 1945; с 02.07.1941 — и. о.), бригадефюрер СС и генерал-майор полиции, генерал-майор войск СС.
16. Шверин фон Крозиг, Людвиг (Лютц) Иоганн — рейхсминистр финансов (02.06.1932 — 23.05.1945), член Совета по обороне рейха (1935—1945), рейхсминистр иностранных дел и и. о. Рейхсканцлера (02.05.1945 — 23.05.1945).
17. Пуль, Эмиль Йохан — директор и вице-президент Рейхсбанка, статс-секретарь Имперского правительства (11 февраля 1939 года — 8 мая 1945 года).
18. Кёрнер, Пауль — статс-секретарь Управления по четырехлетнему плану (22.10.1936 — 1945), председатель Генерального совета Управления (1939—1942), заместитель руководителя Штаба экономического руководства «Восток» (1941—1945), обергруппенфюрер СС.
19. Плейгер, Пауль — руководитель управления планирования и производства в Управлении по четырёхлетнему плану, генеральный директор концерна «Герман Геринг» и председатель правления входивших в концерн компаний, генеральный уполномоченный по угольной промышленности на оккупированных территориях и имперский комиссар промышленности в восточных районах в системе Имперского министерства вооружений и боеприпасов, член Совета оборонной промышленности, гауптамтсляйтер НСДАП, прусский государственный советник.
20. Керль, Ганс — руководитель Управления планирования и Управления сырьевых ресурсов Имперского министерства вооружений и боеприпасов (1943—1945), один из руководителей концерна «Герман Геринг», генеральный референт Имперского министерства экономики, бригадефюрер СС.
21. Раше, Карл — генеральный директор Дрезденского банка («Dresdener Bank»), председатель наблюдательных советов десятков фирм и банков, оберштурмбаннфюрер СС.

## Обвинительное заключение
В обвинительном заключении от 15 ноября 1947 года содержались следующие пункты:
1. Преступления против мира, планирование и ведение агрессивных войн против других стран и нарушение международных договоров;
2. Участие, организация и исполнение общего плана и заговора на совершение вышеупомянутых преступлений против мира;
3. Военные преступления: убийства и жестокое обращение с противником и военнопленными;
4. Преступления против человечности: зверства и преступления против германских граждан по политическим, расовым и религиозным мотивам с 1933 по 1939 год;
5. Военные преступления и преступления против человечности: зверства и преступные деяния, совершенные в отношении гражданского населения в оккупированных странах;
6. Военные преступления и преступления против человечности: разбои и грабежи на оккупированных территориях;
7. Военные преступления и преступления против человечности: депортации, принудительный труд и жестокое обращение с гражданским населением в Германии и в оккупированных странах, а также с военнопленными;
8. Членство в преступных организациях (СС, СД, Гестапо, руководящий состав НСДАП).

Суд отклонил пункт № 2 из-за отсутствия доказательств, а также пункт № 4, заявив, что его рассмотрение находится за пределами его юрисдикции, поскольку он касается событий, происходивших до начала войны.

## Суд и обвинение
Председателем суда на процессе был Уильям Кристиансон, бывший судья Верховного суда в штате Миннесота, который уже принимал участие в одном из Нюрнбергских процессов (Процесс по делу Флика (Дело № 5)). Другими судьями были: Роберт Магуайр, окружной судья в штате Орегон, и Леон Пауэрс, незадолго до того ушедший в отставку адвокат из Денисона, штат Айова, бывший с 1934 по 1936 судьёй Верховного суда в Айове.
В качестве главного обвинителя на процессе выступал Роберт Кемпнер, обвинительное заключение в отношении обвиняемых в экономической сфере поддерживал Ролингс Рагланд.

## Приговор
| №   | Подсудимые                            | Фото | Приговор (11 апреля 1949)    | Примечания                                                                  |
| --- | ------------------------------------- | ---- | ---------------------------- | --------------------------------------------------------------------------- |
| 1.  | Вайцзеккер, Эрнст фон                 |      | 7 лет тюремного заключения   | освобождён в 1950 году                                                      |
| 2.  | Штеенграхт ван Мойланд, Густав Адольф |      | 7 лет тюремного заключения   | освобождён в конце января 1950 года                                         |
| 3.  | Кепплер, Вильгельм Карл               |      | 10 лет тюремного заключения  | впоследствии срок снижен до 5 лет и 9 месяцев тюрьмы, освобождён 01.02.1951 |
| 4.  | Боле, Эрнст Вильгельм                 |      | 5 лет тюремного заключения   | освобождён 21.12.1949                                                       |
| 5.  | Вёрман, Эрнст                         |      | 7 лет тюремного заключения   | освобождён 18.01.1950                                                       |
| 6.  | Риттер, Карл                          |      | 4 года тюремного заключения  | освобождён досрочно                                                         |
| 7.  | Эрдмансдорф, Отто фон                 |      | оправдан                     | освобождён                                                                  |
| 8.  | Веезенмайер, Эдмунд                   |      | 20 лет тюремного заключения  | впоследствии срок снижен до 10 лет тюрьмы, освобождён 15.12.1951            |
| 9.  | Ламмерс, Ганс Генрих                  |      | 20 лет тюремного заключения  | в январе 1951 срок снижен до 10 лет тюрьмы, освобождён 15.12.1951           |
| 10. | Штуккарт, Вильгельм                   |      | 3 года, 10 месяцев и 20 дней | освобождён в январе 1951 года                                               |
| 11. | Дарре, Рихард Вальтер                 |      | 7 лет тюремного заключения   | освобождён 05.09.1950                                                       |
| 12. | Майсснер, Отто                        |      | оправдан                     | освобождён                                                                  |
| 13. | Дитрих, Отто                          |      | 7 лет тюремного заключения   | освобождён 16.08.1950                                                       |
| 14. | Бергер, Готтлоб                       |      | 25 лет тюремного заключения  | 31.01.1951 срок сокращён до 10 лет тюрьмы, освобождён 16.12.1951            |
| 15. | Шелленберг, Вальтер                   |      | 6 лет тюремного заключения   | освобождён в декабре 1950 года                                              |
| 16. | Шверин фон Крозиг, Людвиг             |      | 10 лет тюремного заключения  | впоследствии срок снижен до 5 лет и 9 месяцев тюрьмы, освобождён 31.01.1951 |
| 17. | Пуль, Эмиль                           |      | 5 лет тюремного заключения   | освобождён 21.12.1949                                                       |
| 18. | Кёрнер, Пауль                         |      | 15 лет тюремного заключения  | впоследствии срок снижен до 10 лет тюрьмы, освобождён 15.12.1951            |
| 19. | Плейгер, Пауль                        |      | 15 лет тюремного заключения  | впоследствии срок снижен до 9 лет тюрьмы, освобождён в марте 1951           |
| 20. | Керль, Ганс                           |      | 15 лет тюремного заключения  | впоследствии срок снижен до 5 лет и 9 месяцев тюрьмы, освобождён 3.02.1951  |
| 21. | Раше, Карл                            |      | 7 лет тюремного заключения   | освобождён в августе 1950 года                                              |